# Fehér Klára

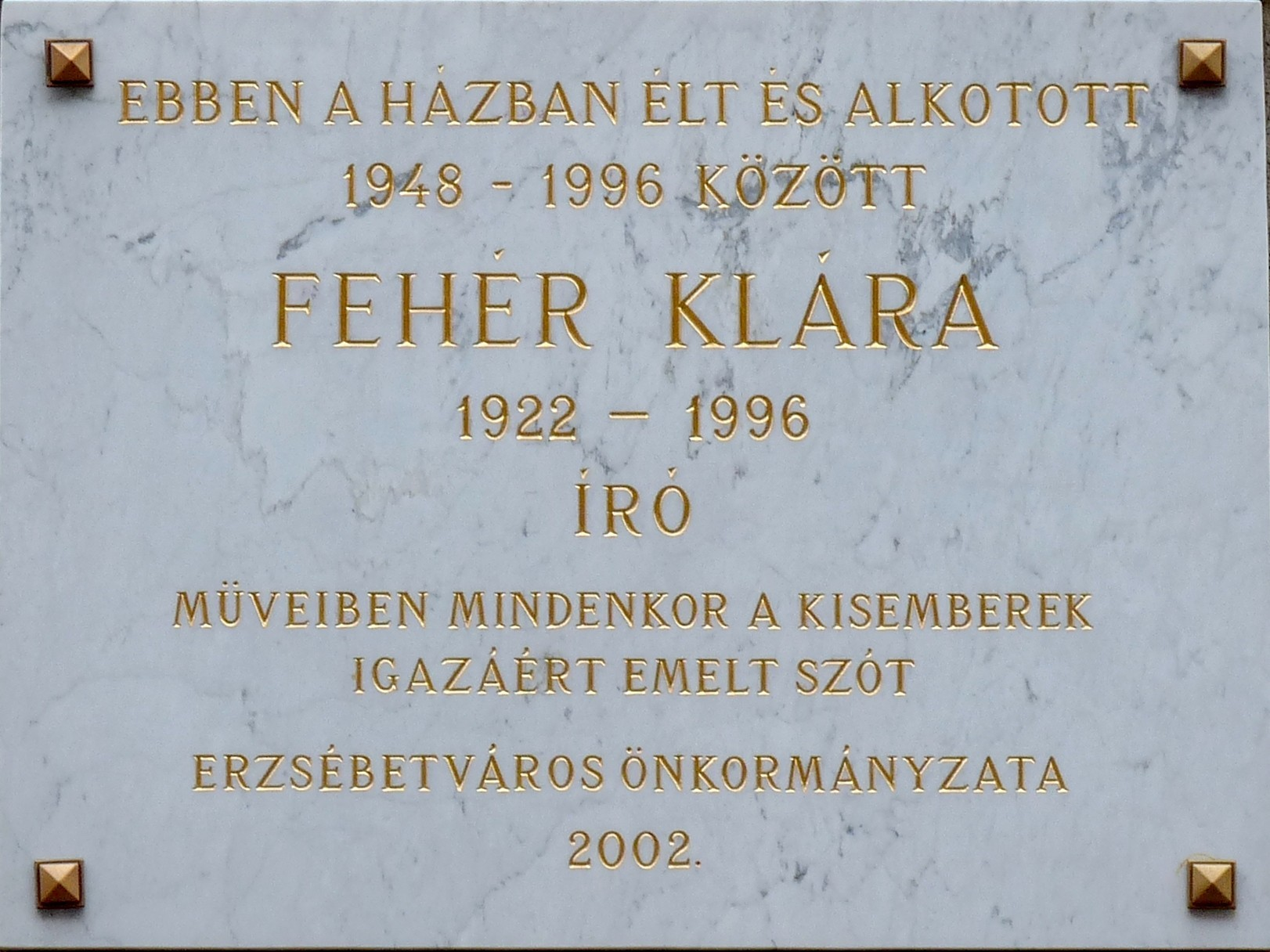
Emléktáblája egykori lakóhelyén
(VII. ker., Munkás u. 3/b)

Fehér Klára, született Weisz Klára, férjezett Nemes Lászlóné (Újpest, 1919. május 21. – Budapest, 1996. szeptember 11.) József Attila-díjas magyar író, újságíró. Nemes László író felesége.

## Élete
Weisz Hugó és Schwarcz Irma (1894–1967) gyermekeként született. Gyermekkorában Érsekújváron laktak. Fiatalon gyári tisztviselőként dolgozott. 1945–1948-ban a budapesti közigazgatási egyetemre járt, közben elvakult fiatal kommunistaként a Szabad Nép belső munkatársa 1946 és 1949 között. Ez időszakban, a szovjet típusú egypártrendszer kiépülésének éveiben megszállott agitátorként a régi világ képviselőinek életét „leleplező riportjaival” vált ismertté, cikkeiben kérlelhetetlen dühvel támadt az általa negatívnak tartott jelenségekre.
1946 májusában, amikor a napilapok budapesti gyerekek eltűnéséről szóló rémhírekről tudósítottak, Fehér Klára a kommunista lapban többszörös gyilkosokról, nyilasmentő apácákról és feketéző fasisztákról és arról írt, hogy „orosz katonák, zsidók, cigányok felé rázza az öklét a reakció, hogy a magyar dolgozó társadalmat üsse agyon vele”, mindezért pedig a „legerélyesebb megtorlást” követelte. Kommunista tevékenységéről érdekes adalékként fenn maradt, hogy 1947-ben kihallgatóként részt vett az első nagy koncepciós per, a kisgazda pártot ellehetetlenítő Magyar Közösség perében. A megvádolt Szent-Iványi Domokos visszaemlékezése szerint „Fehér Klára egy éjszakán keresztül faggatta, s biztatásként a fejét időnként a falba verte.”
1948-ra fenti cikkeinek köszönhetően a Szabad Nép egyik legismertebb újságírója. Az újság szerkesztőségében ismerkedett meg Nemes Lászlóval, akivel hamarosan házasságot kötött. A Rákosi-korszak igazságtalanságait eleinte hihetetlennek érezték, a Párt iránti kritikátlan odaadásuk csak fokozatosan csökkent. Ahogy férje elmondta, „Annyira elvakult voltam, hogy az első letartóztatások és koncepciós perek idején még nem tudtam, nem akartam elhinni, hogy mindez hazugság. Pedig a Rajk-per idején engem is kirúgtak a Szabad Nép szerkesztőségéből...”
Az 1956-os forradalom leverése után a pártba férjével együtt nem lépett vissza, és semmilyen szerkesztőségi állást nem vállaltak el. 1957-től a Magyar Nemzet tárcaírója lett. 1979-től szabadfoglalkozású író.

## Irodalmi pályája
Riportokkal, színdarabokkal, ifjúsági regényekkel kezdte pályáját. Az ötvenes évek elején írta első szépirodalmi műveit, színdarabokat és ifjúsági regényeket, melyek az ötvenes évek politikailag elkötelezett sematizmusának jegyében íródtak, a napi politika szolgálatában.
Mai szemmel érdekes 1957-ben írt, A Földrengések Szigete című utópisztikus regénye, mely 2057-ben, egy elképzelt ultramodern világban játszódik, ami természetesen – bár kimondatlanul – a kommunista utópiát testesítette meg.
A hatvanas években is egyszerre újságíróként és íróként is alkotott. Leginkább a fővárosi értelmiség és a középrétegek világában érzi otthon magát. Kritika alá veszi az ügyeskedőket és hatalommal visszaélőket, a fel-felbukkanó moralizálás mellett nemegyszer lényeges problémákat ragadt meg, és a kisemberek kiszolgáltatottságának különböző formáit mutatta be. Figurái hétköznapi emberek, értelmiségiek, hivatalnokok, fiatalok, középkorúak és idősek, a hatvanas-hetvenes évek kádári konszolidációjának jellegzetes alakjai. Emberi sorsokat és magatartásokat gyöngeségeket mutat be. A szórakoztató irodalomban is sikeres volt (humoreszk, vígjáték). Humora és mély emberismerete tették népszerűvé.
Regényeit több szocialista országban is megjelentették.

## Díjai, elismerései
- Kiváló Munkáért (1948)
- Népköztársasági Érdemérem (1948)
- József Attila-díj (1950)
- A Művészeti Alap Irodalmi Díja (1986)
- Nívódíj (1987)
- MSZOSZ Kulturális Díj (1992)
- Aranytoll (1997)

## Művei
- Idézés bűnügyben (1949)
- Békénk őrei. Magyar írók a munka és béke hőseiről; szerk. Fehér Klára; Szépirodalmi, Bp., 1950
- Vas-brigád (1950)
- Az első hét története (1950)
- Becsület (1950)
- Takács viadala (1951)
- Az érem másik oldala (1951)
- Nyitott könyv (1951)
- Sem kővel, sem naranccsal (1951)
- Őrségen (1952)
- Ez az ország a mi országunk (1952)
- A faliújság az agitáció fontos fegyvere; MDP, Bp., 1952
- Hívek leszünk a béke szent ügyéhez! Riportok a berlini VIT-ről; Ifjúsági, Bp., 1952
- A békeküldött (1953)
- Fehér Klára–Nemes László: Ethel és Julius; Országos Béketanács, Bp., 1953 (Békebizottságok kiskönyvtára)
- Tenger (1956)
- Nyári vakáció (1956)
- A jó házasság ábécéje (1958)
- Idegen víztükör (1959)
- Nem vagyunk angyalok (1959)
- A teremtés koronája (1959)
- Szerencsés történetek (1960)
- Kevés a férfi (1960)
- Majdnem a Lomnici csúcsig (1960)
- Egyszer – és soha többé! (1963)
- Furcsa éjszaka (1965)
- Perben, haragban (1966)
- Ma éjjel ne aludj! (1967)
- Nem vagyunk ördögök (1968)
- Narkózis (1969)
- Csak egy telefon (1969)
- Egyetlen mondat törökül (1970)
- Miből csinálják az elefántot? (1973)
- Oxygénia (1974)
- Négy nap a paradicsomban (1976)
- Vakáció Magyarországon; Gondolat, Bp., 1976 (Világjárók)
- Szexmozi (1980)
- Búcsú a tengertől (1983)
- Pálmasor Opatijában; Népszava, Bp., 1985
- Gyilkosság a Cápa-öbölben (1988)
- Hová álljanak a belgák? (1988)
- Az írnok rubingyűrűje (1990)
- A titokzatos tizenhetedik (1990)
- Ne láss, ne hallj, ne szólj! (1993)
- Nem vagyunk angyalok. Keserédes történetek; vál., összeáll., előszó Nemes László; Háttér, Bp., 2002

### Gyermekkönyvei
- Az "Előre"-őrs pályát választ; Népszava, Bp., 1949
- Tevekönyv (1950)
- Juli óvodába jár (1953)
- A földrengések szigete (fantasztikus ifjúsági regény) (1957)
- Négyen, meg a béka (ifjúsági regény)
- Mi,szemüvegesek (1986)
- Bezzeg az én időmben (1966) (ifjúsági regény)
- Gilly, a halacska (mese)
- Hetedhét tengeren túl (1989), (1996) (mesék)
- Én sose kapok levelet (gyermek regény I. rész)* (1967)
- Lesz nekem egy szigetem (gyermek regény II. rész)(1972)
- Az indián kertje (1973)
- Gilly, a halacska (1975)
- De igazán tud repülni a karosszék! (1977)
- Fele királyságom (1980)

### Férjével, Nemes Lászlóval közösen írt útirajzok
- Gésák, pagodák, titkok (1965) - Japánról
- Irokézek és felhőkarcolók (1968) - Kanadáról
- Mecsetek, basák, efendik (1970) - Törökországról
- Hozzál nekem kengurut! (1971) - Ausztráliáról
- Majdnem a lomnici csúcsig (1960) - Tátra

## Filmográfia

### Szerző (író)
- Nem vagyunk angyalok (1967)
- Csak egy telefon (1970)
- Emme ole enkeleitä - Nem vagyunk angyalok finn változata (1972)[12]
- A tenger (1982)
- Fele királyságom (1989)
- Mi, szemüvegesek (2004)

### Színész
- Holnap lesz fácán (1974)[13]

## Emlékezete

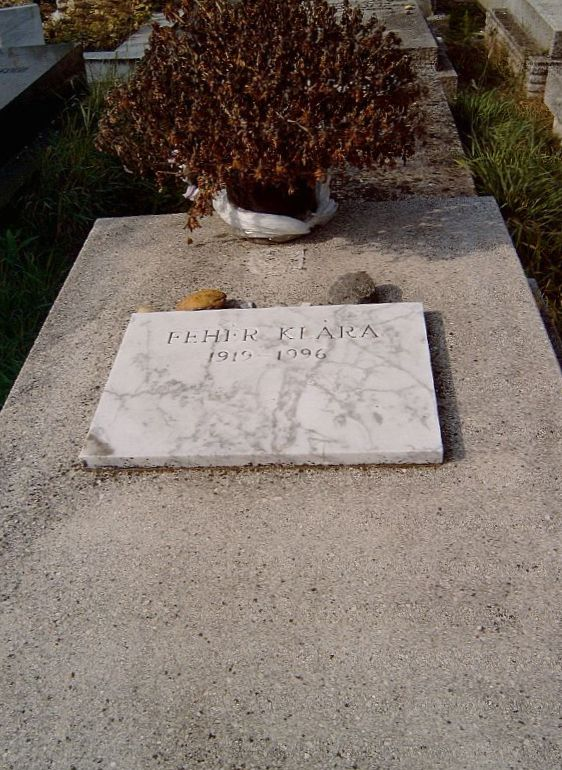
Sírja Budapesten. Kozma utcai izraelita temető (5B-9-19)

Emlékezetére Fehér Klára irodalmi díjat alapított férje, Nemes László író és műfordító. A díj azon fiatal írók támogatását szolgálja, akik Fehér Klára írónő humanista szellemében írnak.